# Nube di Oort

Rappresentazione artistica della fascia di Kuiper (sopra) e della nube di Oort (sotto)

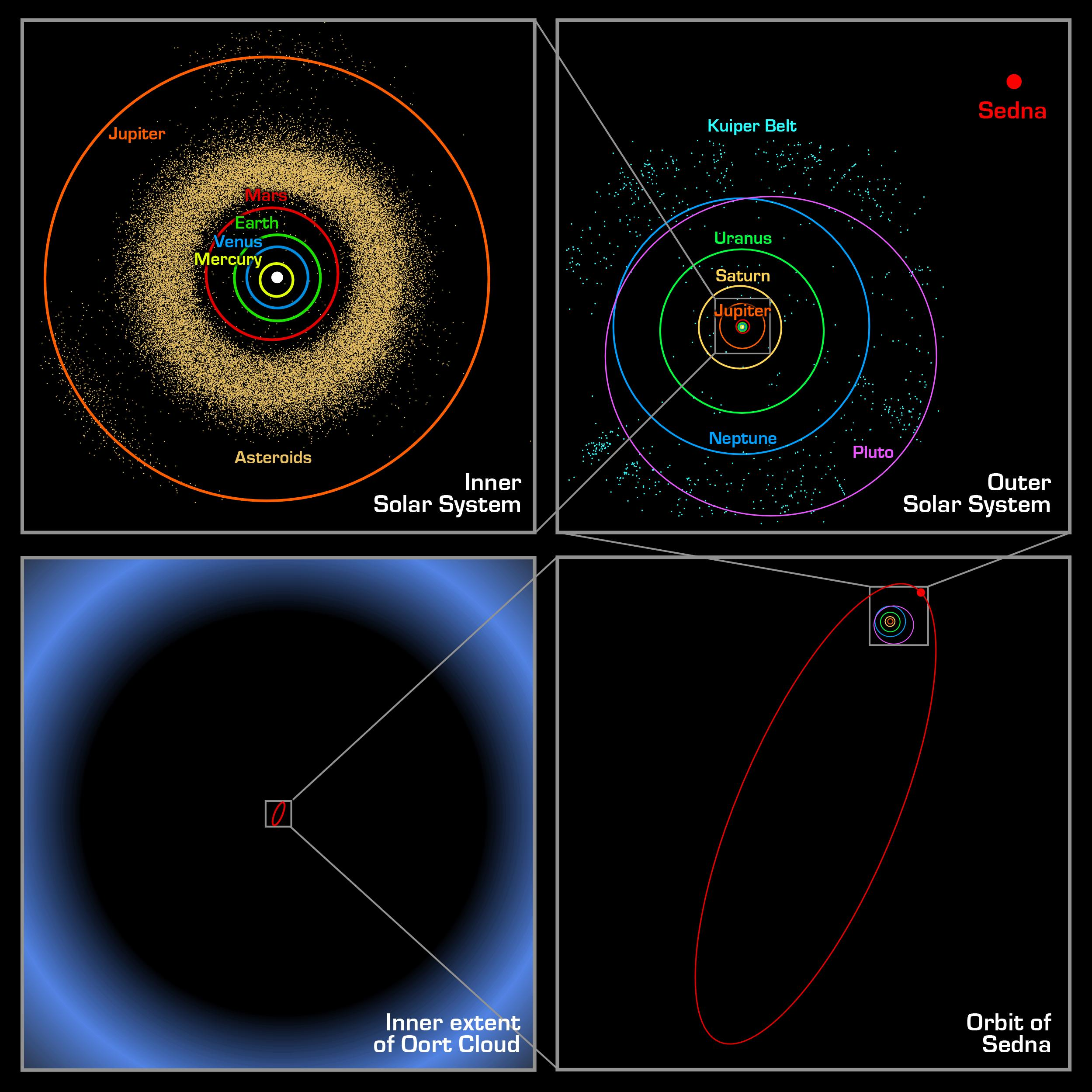
L'immagine mostra le distanze delle orbite di diversi oggetti nel sistema solare, da in alto a sinistra e in senso orario: i pianeti interni, i pianeti esterni, l'orbita di Sedna e la nube di Oort

La nube di Oort è una nube sferica di comete posta tra 20 000 e 100000 au o 0,3 e 1,5 al dal Sole, cioè circa 2 400 volte la distanza media tra il Sole e Plutone.
Questa nube non è mai stata osservata perché troppo lontana e buia perfino per i telescopi odierni, ma si ritiene che sia il luogo da cui provengano le comete di lungo periodo (come la Hale-Bopp e la Hyakutake, avvistate alla fine del XX secolo) che attraversano la parte interna del sistema solare. Nel 1932, l'astronomo estone Ernst Öpik ipotizzò che le comete avessero origine da una nube situata al bordo esterno del sistema solare.
Nel 1950, l'idea fu ripresa dall'astronomo olandese Jan Oort per spiegare un'apparente contraddizione: le comete vengono periodicamente distrutte dopo numerosi passaggi nel sistema solare interno: perciò, se le comete si fossero originate all'inizio del sistema, oggi sarebbero tutte distrutte. Il fatto che le si possa ancora osservare implica che abbiano un'origine diversa. Secondo la teoria, la nube di Oort conterrebbe milioni di nuclei di comete, che sarebbero stabili perché la radiazione solare è troppo debole per avere un effetto a quelle distanze. La nube fornirebbe una provvista continua di nuove comete, che rimpiazzerebbero quelle distrutte. La teoria sembrerebbe essere confermata dalle osservazioni successive, che ci mostrano come le comete provengano da ogni direzione, con simmetria sferica.
La nube di Oort sarebbe un residuo della nebulosa originale da cui si formarono il Sole e i pianeti cinque miliardi di anni fa e sarebbe debolmente legata al sistema solare. Si pensa che anche le altre stelle abbiano una nube di Oort e che i bordi esterni delle nubi di due stelle vicine possano a volte sovrapporsi, causando un'occasionale "intrusione" cometaria.

## Ipotesi
Nel 1932 Ernst Öpik ipotizzò che le comete di lungo periodo potessero originarsi in una nube di corpi celesti posizionata al confine estremo del sistema solare.
Nel 1950, l'idea venne ripresa dall'astronomo olandese Jan Oort, che si proponeva di risolvere uno dei più interessanti paradossi astronomici. L'orbita delle comete è molto instabile, essendo la dinamica ciò che determina se esse sono destinate a collidere con il Sole o con qualche altro pianeta, o se, viceversa, sono destinate a essere espulse a causa della perturbazione dei corpi celesti del sistema solare. Inoltre, il ghiaccio e gli altri elementi piuttosto volatili di cui sono composte le comete consentono la dispersione graduale a causa della radiazione elettromagnetica, sino a raggiungere il punto in cui la cometa si divide e si assottiglia fino a uno strato di crosta isolante che rallenta la perdita di ulteriori gas. A seguito di ciò, Oort capì che le comete non potevano essersi formate nella loro orbita attuale e che perciò dovevano essersi trattenute in una lontana regione spaziale, un deposito, per la maggior parte della loro esistenza.
Esistono due principali classi di cometa: le comete di corto periodo, che presentano orbite inferiori a 10 au, e le comete di lungo periodo, che mostrano orbite maggiori a 1000 au.
Oort analizzò queste ultime e riscontrò che la maggior parte possedeva un afelio, la distanza maggiore dal Sole, di circa 20000 au e sembrava provenire da tutte le direzioni; ciò rafforzava la sua ipotesi e suggeriva un deposito di forma sferica. Le poche comete che possedevano un afelio di 10000 au dovevano essere passate attraverso il sistema solare e dovevano aver avuto le loro orbite modificate verso l'interno dalla forza di gravità generata dai pianeti.

## Composizione e struttura
Si pensa che la nube di Oort si estenda tra 2 000 e 5000 au fino ad arrivare a 50000 au dal Sole. Altre stime collocano il confine della nube di Oort tra 100 000 e 200000 au.
È possibile suddividere la nube di Oort in due regioni: la nube di Oort esterna (20 000 - 50000 au), di forma sferica e la nube di Oort interna (2 000 - 20000 au) di forma toroidale.
La parte esterna della nube è molto poco legata al Sole, ed è la fonte della maggior parte delle comete di lungo periodo. La nube interna è conosciuta anche come nube di Hills, in onore dell'astronomo J. G. Hills, che suppose la sua esistenza nel 1981. I modelli ipotizzano che la nube possieda al suo interno decine o centinaia di volte le comete presenti nella nube esteriore. Sembra che la nube di Hills sia fonte di comete per la nube esterna, più tenue, nella misura in cui quelle posizionate in questa zona si esauriscono. La nube di Hills spiega perciò l'esistenza della nube di Oort dopo miliardi di anni dalla sua nascita. Si pensa che la nube di Oort possa contenere comete anche di 1,3 chilometri di diametro e cinquecentomila milioni con una magnitudine assoluta minore di +10,9 (più è basso il valore, maggiore è la luminosità). Nonostante l'altissima densità di comete, ciascuna di esse è separata dall'altra in media da decine di milioni di chilometri. Non si conosce con certezza la massa della nube di Oort, ma se si prende la cometa di Halley come prototipo di cometa della nube esteriore, si stima che la massa sia circa di 3×1025 kg, circa cinque volte la massa della Terra.

## Possibili candidati ad appartenere alla nube di Oort
Vi sono varie ipotesi od osservazioni relativi a oggetti transnettuniani di grandi dimensioni che orbitano attorno al Sole su di un'orbita particolarmente eccentrica e che siano parte della nube di Oort.
90377 Sedna è un oggetto transnettuniano di dimensioni approssimativamente pari ai due terzi di quelle di Plutone. Gli scopritori sostengono che Sedna sia il primo corpo della nube di Oort a essere osservato, affermando che è troppo lontano dal Sole per essere considerato un oggetto della fascia di Kuiper. Tuttavia è assai più vicino al Sole di quanto ci si attenderebbe da un oggetto della nube di Oort, soprattutto nei pressi del perielio, e la sua inclinazione orbitale non si discosta eccessivamente dall'eclittica. Sedna appartiene piuttosto alla nube di Oort interna, una regione relativamente poco spessa situata sul piano dell'eclittica ed estesa dalla fascia di Kuiper sino alla nube esteriore.
2012 VP113 è un planetoide avente magnitudine assoluta di 4,1, forse classificabile come pianeta nano e che ha il più grande perielio conosciuto per un oggetto del sistema solare. L'ultimo passaggio al perielio è avvenuto attorno al 1979, a una distanza di 80 AU e al momento della scoperta era a 83 AU dal Sole. Sono noti solo altri quattro oggetti del sistema solare aventi perieli superiori a 47 UA: 90377 Sedna (76 UA), 2004 XR190 (51 UA), 2010 GB174 (48 UA) e 2004 VN112 (47 UA). La scarsità di corpi celesti con perieli compresi fra 50 e 75 UA non sembra essere un artefatto legato alle osservazioni
Di contro, Tyche è il nome dato a un ipotetico pianeta gigante gassoso situato nella nube di Oort, proposto per la prima volta nel 1999 dall'astronomo John Matese dell'Università della Louisiana. L'esistenza di Tyche può essere ipotizzata dallo studio dei punti d'origine delle comete a lungo periodo. Molti astronomi hanno espresso scetticismo circa l'esistenza di questo oggetto. L'analisi condotta sui dati del telescopio spaziale WISE ha escluso l'esistenza di tale pianeta.
| Numero | Nome                | Diametro equatoriale (km) | Perielio (UA) | Afelio (UA) | Data della scoperta | Scopritore                                           | Metodo usato per la misura del diametro |
| ------ | ------------------- | ------------------------- | ------------- | ----------- | ------------------- | ---------------------------------------------------- | --------------------------------------- |
| 90377  | Sedna               | 1 180 - 1800 km           | 76,1          | 892         | 2003                | Michael E. Brown, Chad Trujillo, David L. Rabinowitz | termico                                 |
| _      | 2012 VP113          | _                         | 80,6          | 446         | 2012                | Chad Trujillo, Scott Sheppard                        | —                                       |
| 148209 | (148209) 2000 CR105 | 265 km                    | 44,3          | 397         | 2000                | Lowell Observatory                                   | —                                       |